# Široká 37 (České Budějovice)
Měšťanský dům v Široké ulici 37 (čp. 456) je jedním ze dvou známých gotických srubů v Českých Budějovicích. Jako kulturní památka je evidován od 3. května 1958. Srub byl přístupný veřejnosti k příležitosti Dnů evropského dědictví 16. září 2006 a v Mezinárodní den památek 21. dubna 2012.
Vyšší patra a zvláště obytné prostory nejstarších českobudějovických domů byly kvůli tepelně izolačním vlastnostem budovány ze dřeva. Mnohé z těchto srubů zanikly v důsledu několika požárů historického jádra, především v roce 1641.

## Architektura
Patrový dům s nečleněnou fasádou společně se dvěma dalšími zaslepuje západní konec Široké ulice. Původní srub byl odhalen v polopatře při rekonstrukci v roce 1986. Srub zasahuje do prostoru krovu, vnější část kryje hliněná mazanina. Podélné stěny se směrem vzhůru klenbovitě sbíhají a podpírají plochý strop. Východní z těchto stěn obsahuje niku někdejšího okna.

## Historie
Dendrochronologická metoda určila, že použité kmeny pocházejí ze stromů skácených mezi lety 1406-1409. V této době dům vlastnil měšťan Rankl, v druhé polovině 15. století jej obýval Janek Sladovník.